# Dan Pippin
Dan Luther Pippin (San Luis, Misuri, 20 de octubre de 1926-Municipio de McCredie, Misuri, 1 de abril de 1965) fue un jugador de baloncesto estadounidense. Con 1,85 metros de estatura, su puesto natural en la cancha era el de escolta. Fue campeón olímpico con Estados Unidos en los Juegos Olímpicos de Helsinki 1952.